# أنطونيو كايتانو (سياسي)
أنطونيو كايتانو هو سياسي مكسيكي، ولد في 27 مايو 1979 في ولاية غيريرو في المكسيك. نشط حزبياً في حزب الثورة الديمقراطية. وقد انتخب عضو مجلس النواب المكسيك ‏.